# Goera kyotonis
Goera kyotonis là một loài trong họ Goeridae. Chúng phân bố ở miền Cổ bắc.